# مدار کپلری

یک نمودار از اشکال مختلف مدار کپلر و گریز از مرکز. آبی یک مسیر هذلولی (E> 1) است. سبز یک مسیر سهموی (= ۱ ه) است. قرمز یک مدار بیضی شکل است (0 <E <۱). خاکستری یک مدار دایره‌ای (E = ۰) است. (e = ۰).

مدار کپلری (به انگلیسی: Kepler orbit)، در مکانیک آسمان، یک مدار کپلری (یا مدار کپلر) توصیف حرکت یک جرم در حال چرخش به شکل یک بیضی، سهمی یا هذلولی است، که یک صفحهٔ مداری دو بُعدی در فضای سه بعدی می‌سازد. (مدار کپلری می‌تواند یک خط مستقیم نیز تشکیل دهد.) این توصیف تنها جاذبهٔ گرانشیِ «نقطه‌مانندِ» دو جرم را در نظر می‌گیرد، و دیگر پریشیدگی‌ها را که به دلیل فعل و انفعالات گرانشی با اجرام دیگر، کشیدن اتمسفر، فشارِ تابش خورشیدی، غیر کروی بودن نهاد مرکزی، و به همین ترتیب دیگر عوامل تأثیرگذار را در نظر نمی‌گیرد؛ بنابراین گفته می‌شود که این یک راه حل یک مورد خاص از مسئله دو جسم است که به عنوان مسئله کپلر شناخته شده‌است. به عنوان یک نظریه در مکانیک کلاسیک، اثرات نسبیت عام را هم به حساب نمی‌آورد.